# اسکیموی آمریکایی
اسکیموی آمریکایی (انگلیسی: American Eskimo Dog) نام یک نژاد سگ است که آلمان پرورش داده می‌شود. این سگ‌ها در طول جنگ جهانی اول خدمات زیادی به ارتش آلمان انجام دادند.